# Kanál (biologie)

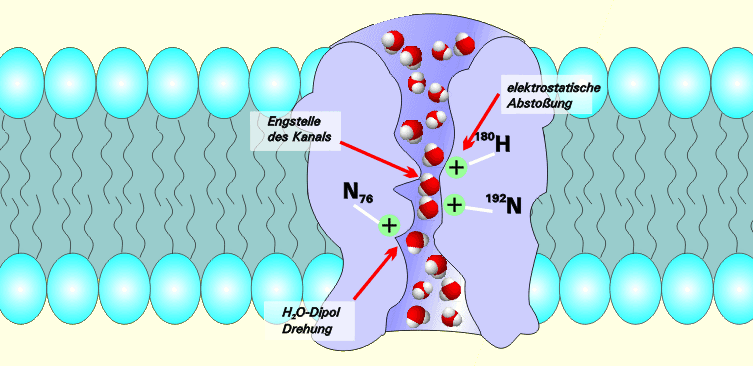
Akvaporinový kanál, propouštějící vodu přes membránu

Kanál nebo membránový kanál je v buněčné biologii a molekulární biologii membránový protein, který umožňuje transport určitého typu molekul po jejich koncentračním spádu či po spádu elektrochemického potenciálu. Přitom nevyžaduje pro svou práci ATP. Pokud je kanál určený pro průchod iontů, používá se konkrétnější označení iontový kanál, molekuly vody transportují akvaporiny, a podobně. Mnohé kanály jsou schopné se otevírat a zavírat na základě určitého signálu z nitra nebo z okolí buňky.
V lidském genomu se vyskytuje asi 400 genů kódujících bílkoviny, jež tvoří kanály.

## Klasifikace
Klasifikace transportních mechanismů vychází z názvoslovné komise Mezinárodní unie pro biochemii a molekulární biologii (IUBMB) tak, jak je v české podobě uvedena v článku od Kotyka .
α-Helikální kanály 
Transmembránové kanálové proteiny přítomné ve všech typech buněk. Katalýza pohybu solutů ve směru jejich potenciálového nebo koncentračního spádu. Jsou obvykle složeny z α-šroubovicových transmembránových segmentů.
β-Hřebenové poriny 
Energeticky nezávislý průchod solutů přes membránu. Transmembránové části proteinů obsahují pouze strukturu skládaného listu - β-soudky. Výskyt: vnější membrány gram-negativních bakterií, mitochondrií, chloroplastů a snad i gram-pozitivních bakterií rezistentních k nízkému pH.
Toxiny tvořící póry 
Peptidy resp. proteiny tvořené v jedné buňce a secernované do membrány druhé buňky, kde způsobují perforaci. Ve výsledku dochází k zániku napadené buňky způsobenému výtokem elektrolytů a malých molekul, popř. naopak vstupem toxické látky do cytoplasmy.
Kanály syntetizované mimo ribosomy - 12 rodin
Nejčastější složení: řetězce L- a D-aminokyselin, laktát a β-hydroxybutyrát. Oligomerní transmembránové kanály. Holiny - 19 rodin
Podtřída obsahuje integrální membránové proteiny, které regulují vstup fágových enzymů rozkládajících buněčnou stěnu (endolysinů). Holin a endolysin je potřeba pro usmrcení bakterie způsobené bakteriofágem. Značně variabilní skupina.